# Dicranomyia (Dicranomyia) monorhaphis
Dicranomyia (Dicranomyia) monorhaphis is een tweevleugelige uit de familie steltmuggen (Limoniidae). De soort komt voor in het Neotropisch gebied.